# Бюльбюль (Сирия)
Бюльбюль (араб. بلبل‎) — деревня на северо-западе Сирии, расположенная на территории мухафазы Халеб. Входит в состав района Африн. Является административным центром одноимённой нахии.

## Географическое положение
Деревня находится в северо-западной части мухафазы, вблизи границы с Турцией, на высоте 649 метров над уровнем моря.

Бюльбюль расположен на расстоянии приблизительно 65 километров к северо-западу от Халеба, административного центра провинции и на расстоянии 360 километров к северо-северо-востоку (NNE) от Дамаска, столицы страны.

## Население
По данным официальной переписи 2004 года численность населения деревни составляла 1742 человек.